# Рейкова війна в Білорусі під час російсько-української війни
Наприкінці лютого 2022 року в ЗМІ з'явилися перші повідомлення про диверсії на білоруських залізницях з метою виведення з ладу живої сили, техніки та матеріальних засобів військового призначення, що перевозяться залізницею, яка призначалася для проведення російської агресії проти України. У трьох білоруських областях було знищено сигнальне обладнання, а залізничні колії було заблоковано. Внаслідок цих операцій було порушено роботу кількох відділень білоруської залізниці. З цих днів диверсії набули масових масштабів, і диверсії були скоєні на багатьох залізничних коліях у південних областях Білорусі.

## Історія
24 лютого 2022 року о 05:30 за московським часом російські державні телеканали почали транслювати звернення президента Російської Федерації Володимира Путіна. Спілка білоруської опозиції BYPOL розпочала низку акцій прямої дії, спрямованих проти тилого забезпечення російських військ з використанням білоруської інфраструктури. Окремі осередки прихильників BYPOL отримали інструкції щодо знищення транспортної інфраструктури на білоруській залізниці. У Берестейській, Гомельській та Могилевській області було знищено сигнальне обладнання, а залізничні колії було заблоковано. За частину реалізованих акцій відповідальність взяв BYPOL. За їхніми даними, внаслідок цієї операції було порушено роботу кількох відділень білоруської залізниці. РЗ заборонила рух своїх рухомих складів, у тому числі військових ешелонів, по території Білорусі в нічний час, а білоруські машиністи масово відмовляються від управління локомотивами та виїзду на перегони. За заявою BYPOL:
|  | Наш обов'язок – і в наших силах — робити реальні речі, щоб зупинити [війну], звільнитися від окупації російських військ та відновити добре ім'я наших предків. «Рейкова війна» — це знання, які нам дісталися у спадок, це те, що ми вміємо і що під силу кожному з нас. |

Про необхідність «рейкової війни» говорив і радник керівника Офісу президента України Олексій Арестович, який звертався до білорусів. За його словами, найважливішими напрямками, на які слід звертати увагу, є Крим — Мелітополь, Крим — Херсон, Валуйки — Куп'янськ, Гомель — Київ (загальний напрямок). Він зазначав, що зрив постачання російських військ залізницями може радикально змінити ситуацію, особливо на напрямі Крим — Мелітополь, яким Росія забезпечує угруповання, що штурмує Маріуполь.

## Хронологія подій

### 26 лютого
На перегоні Талька-Верейці виведено з ладу пристрій автоматики та телемеханіки СЦБ.

### 27 лютого
Було виведено з ладу пристрій автоматики та телемеханіки СЦБ поблизу станції Борисов.

### 28 лютого
На перегоні Талька-Верейці виведено пристрій автоматики та телемеханіки СЦБ.

### 1 березня
На перегоні Останковичі-Жердь знищено релейну шафу управління СЦБ. Також було знищено шляхом підпалу дві шафи управління СЦБ (пристрій сигналізації, централізації та блокування) на ділянках обслуговування Барановичського та Гомельського відділень БелЖД, чим було порушено роботу світлофорів та стрілочних перекладів та заблоковано рух на цих ділянках залізниці. Також на ділянці обслуговування Могилівського відділення БелЖД проведено закорочення рейкового ланцюга дротом.
У ніч із 1 на 2 березня у Стовпцях затримали чоловіка з дружиною, які на залізничних коліях підпалили колоди. Як стало відомо правозахисникам «Весни», це Сергій та Катерина Глібко. Вони мають троє неповнолітніх дітей. На «покаянному» відео помітно, що Сергій побитий.
«Чоловік усе знімав на мобільний із відповідним коментарем, де відкрито висловлював свої терористичні наміри. Йому загрожує до 20 років ув'язнення», — пише МВС. «Поклав два поліна на шляху, тому що надивився телеграм-каналів і був не згоден, хотів би висловити свою підтримку і підпалив ці поліно», — каже чоловік на відео і кається у скоєному.
Проти Сергія Глібка порушено кримінальну справу за ст. 289 КК (акт тероризму).

### 2 березня
2 березня співробітники ГУБОЗіКу в Осиповичах затримали 43-річного місцевого жителя. За даними правозахисників, це Олексій Шишковець. Тепер він знаходиться у могилівському СІЗО № 4.
Згідно з інформацією МВС, на початку 2022 року чоловік «увійшов до складу екстремістського формування BYPOL, авторизувавшись у мобілізаційному чат-боті для вчинення протиправних дій у Білорусі». 1 березня він нібито отримав вказівки щодо блокування залізничних колій, а також щодо виготовлення та використання «коктейлів Молотова». Наразі стосовно фігуранта порушено кримінальну справу за участь в екстремістському формуванні з метою скоєння злочинів екстремістської спрямованості.
«Він висловив активну готовність сприяти акціям прямої дії на об'єктах залізниці в районі міста Осиповичі з метою проведення диверсій та недопущення просування ешелонів із військовою технікою», — каже начальник могилівського обласного управління ГУБОЗІК МВС Михайло Сухачов. Проти Олексія порушили кримінальну справу за участь в екстремістському формуванні з метою скоєння злочинів екстремістського спрямування (ст. 361-1 КК).
Також 2 березня у Жодіно затримали ще одного «рейкового партизана» — чоловіка 35 років.

### 4 березня
4 березня у Світлогорську затримали трьох місцевих мешканців. Як стверджує прес-служба МВС, 29-річний мешканець Світлогорська разом із двома знайомими увечері 28 лютого прийшли на залізничну перегін за містом, двоє з них облили горючою сумішшю релейну шафу сигнальної установки та підпалили її — обладнання вигоріло. На них порушили кримінальну справу за вчинення акту тероризму.
З 2 березня у Світлогорську проходили обшуки у зв'язку зі спаленим обладнанням. Тоді на перегоні Останковичі — Жердь гомельського відділення Білоруської залізниці було спалено релейну шафу сигналізації, централізації та блокування (СЦБ), і в результаті світлофори та стрілочні переведення на цій ділянці були приведені в неробочий стан. Перегін Останковичі — Жердь знаходиться на лінії Жлобін — Калінковичі, яка продовжується на Овруч (Житомирська область). Лінія була побудована як найкоротший шлях для військових ешелонів у бік України під час Першої світової війни.
Правозахисникам відомо, що 4 березня у Світлогорську було затримано подружжя Дмитра та Наталю Равіч, брата Наталії Дениса Дікуна та його дівчину Алісу Молчанову та її батька Олега Молчанова. На даний момент Дмитро Равіч, Денис Дікун та Олег Молчанов заарештовані, Аліса та Наталю відпустили.
У провладних телеграм-каналах з'явилося «покаянне» відео з Денисом Дікуном, на якому він виглядає побитим. Він каже, що за вказівкою BYPOL підпалив ще з двома людьми 28 лютого шафу сигнальної установки на станції Жердь-Останковичі.
Слідчий комітет цього дня повідомив про затримання 30-річного жителя Світлогорська. СК стверджує, що він діяв у змові зі своїм родичем, який після подій серпня 2020 року виїхав із Білорусі до Литви, де переховувався від кримінального переслідування. Від BYPOL затриманий нібито «отримав завдання здійснити акти тероризму на залізниці». СК стверджує, що затриманий мав «докладні інструкції та відеоуроки щодо виготовлення знарядь злочину та скоєння терактів на залізничних об'єктах».

### 6 березня
6 березня співробітники ГУБОЗІКу та ОМОНу затримали мешканця Вітебська за звинуваченням у підготовці акту тероризму. За даними МВС, чоловік планував виведення з ладу систем, які забезпечують безпеку залізничного руху.
За інформацією залізничного телеграм-каналу @bel_zhd, затриманим є співробітник Вітебської дистанції сигналізації та зв'язку УП «Вітебське відділення Білоруської залізниці» Сергій Коновалов. Спільнота залізничників повідомляє, що затриманий чоловік був після конфлікту на роботі: «Напередодні затримання Коновалов вступив у конфлікт із заступником начальника дистанції сигналізації та зв'язку з ідеології, колишнім начальником транспортної міліції, Глячковим В. А. (з яким раніше вже конфліктував). Глячков з відома начальника дистанції Селіонова І. В. повідомив у ГУБОЗ та КДБ про підготовку даним працівником диверсії, внаслідок чого Коновалова і заарештували без будь-яких на те реальних підстав».
За інформацією МВС, Коновалов мав доступ до цього обладнання, але, як пише «Live. Спільнота залізничників Білорусі», він працював не на перегонах, а лише у будівлі.
Проти чоловіка було порушено кримінальну справу за підготовку до акту тероризму.

### 15 березня
На перегоні Доманово — Лісова виведені з ладу пристрої телемеханіки та автоматики СЦБ.

### 16 березня
На перегоні Фариново-Загаття (Вітебське відділення) знищено релейну шафу СЦБ. В результаті було порушено графік руху поїздів, у тому числі військового призначення.
Відповідальність за акції на перегонах Доманово — Лісове та Фаринове — Загаттьє взяв BYPOL.

### 17 березня
Вночі по станції Орша-Центральна з релейної шафи невідомими було демонтовано та викрадено 6 сигнальних трансформаторів типу СОС2-50. У зв'язку з цим з 21:36 до 03:00 було зупинено залізничне сполучення у цьому напрямку.

### 18 березня
18 березня в Орші за пошкодження залізничних колій затримано місцевого співробітника залізниці. На провладному телеграм-каналі з ним з'явилося покаяльне відео. Одначе обличчя чоловіка не показали, а прізвище не назвали. Сам затриманий на відео зізнався, що вкрав потяг ручного гальма на вантажному вагоні.

### 25 березня
25 березня на перегоні Борисів-Новосади (Мінське відділення Білоруської залізниці) було спалено 2 релейні шафи сигналізації, централізації та блокування (СЦБ).
Telegram-канал спільноти залізничників Білорусі повідомляє, що 24 березня Комітет державної безпеки РБ мав відомості про підготовку диверсії на зупиночному пункті Гай (перегін Мінськ-Сортувальний-Помисл). У результаті туди було направлено сили для охорони цього району. Але в цей час диверсанти готувалися до проведення диверсійної операції між зупинковими пунктами Березіна та Неманиця на перегоні «Новосади-Борисов», яку зрештою й провели.

## Результати
Внаслідок першої хвилі проведених акцій, побоюючись диверсій, РЗ припинила транзит військових ешелонів територією Білорусі, а білоруські машиністи масово відмовляються від управління локомотивами та виїзду на перегони. Вартість однієї релейної шафи становить десятки тисяч доларів США, а «ремкомплектів» для заміни знищених шаф у Білорусі залишилося одиниці.
З'явилися відомості про те, що російські війська почали перевозити боєприпаси для більшого маскування в напіввагонах (напіввагони в основному їдуть накриті тентами), які для цього не передбачені, що порушує норми безпеки щодо перевезення небезпечних вантажів. Позначень, що у групі вагонів перевозиться вантаж із 1 класом небезпеки, немає.
19 березня голова правління «Укрзалізниця» Олександр Камишін повідомив, що залізничного сполучення між Білоруссю та Україною більше немає, і подякував за це чесним працівникам залізниці Білорусі:
|                     | Я нещодавно звертався із закликом до білоруських залізничників не виконувати злочинні накази та не вести російські військові ешелони у бік України. На сьогоднішній день я можу сказати, що залізничного сполучення між Україною та Білоруссю немає. |
| — Олександр Камишін | |

## Реакція
У білоруському МВС не приховували, що причиною цих нападів стала війна Російської Федерації проти України. Після перших випадків заступник міністра внутрішніх справ Білорусі Казакевич заявив:
|                      | Попереджаємо всіх, хто навіть подумає робити будь-які протиправні дії на Білоруській залізниці: всі вони будуть кваліфіковані як акт тероризму, реакція буде максимально жорсткою. Закликаючи до миру в Україні, вони фактично закликають до війни та вчинення терактів у нашій країні. Наведені факти ми оцінюємо як акти тероризму. І несуть вони загрозу насамперед не державі, а людям. |
| — Геннадій Казакевич | |

У Білорусі масово блокували залізницю у 2020 та 2021 роках після останніх президентських виборів. Втім, тоді на «рейкових партизанів» порушувалася кримінальна справа за м'якшими статтями, наприклад, за ст. 309 («Умисне вилучення транспортного засобу або шляхів сполучення»).
Після відновлення диверсій на інфраструктурі Білоруської залізниці ночами на деяких перегонах та станціях стали чергувати патрулі, що складаються з військовослужбовців внутрішніх військ. На деяких ділянках залізниці поставили по 2-3 силовики до кожної релейної шафи.
Після початку спецоперації затримали щонайменше вісім білорусів за підозру у зриві графіка руху російських поїздів зі зброєю та причетних до фізичного пошкодження інфраструктури залізниці в Білорусі.
Стало відомо, що з 19 березня спецназ внутрішніх військ буде задіяний для надання допомоги з контролю за залізничними коліями та інфраструктурою БелЖД на півдні Республіки Білорусь (Гомельська та Берестейська область). Патрулі ходять у цивільному одязі, при собі мають зброю та рації з GPS-трекерами, проживають у наметах неподалік залізничної інфраструктури.